# Bjärreds saltsjöbads naturreservat
Bjärreds saltsjöbads naturreservat är ett naturreservat i Lomma kommun i Skåne län.
Området är naturskyddat sedan 2019 och är 5 hektar stort. Det ligger i södra Bjärred vid havet och består  av en 120 år gammal bokskog med ett tiotal jätteträd. 